# Apleurotropis kumatai
Apleurotropis kumatai är en stekelart som först beskrevs av Kamijo 1977.  Apleurotropis kumatai ingår i släktet Apleurotropis och familjen finglanssteklar. Inga underarter finns listade i Catalogue of Life.